# Флигер, Янина
Янина Флигер (нем. Janina Flieger; род. 22 августа 1982, Потсдам) — немецкая актриса.

## Биография
Провела детство с родителями и старшим братом в Потсдаме.
Первую главную роль сыграла в одиннадцать лет в детском фильме канала ZDF («Achterbahn»). В возрасте 16 лет оставила школу.
Брала уроки пения у Беаты Грахер. В 2009 году прошла мастер-класс сценического искусства Ларри Мосс. С 2010 года педагог — Ханфрид Шютлер (Кёльн / Берлин)
Сегодня живёт в Берлине и Кёльне. Из видов спорта занимается волейболом и фехтует.

## Фильмография
| Год  |    | Русское название | Оригинальное название | Роль                       |
| ---- | -- | ---------------- | --------------------- | -------------------------- |
| 1999 | тф | Невинные бестии  | Unschuldige Biester   | Лаура                      |
| 2009 | ф  | Анна и её любовь | Anna und die Liebe    | Юлия Манн                  |
| 2011 | ф  | Неизвестный      | Unknown               | Регистратор в университете |